# Birkenmoor bei Groß Niendorf
Birkenmoor bei Groß Niendorf este o arie protejată (arie specială de conservare — SAC, sit de importanță comunitară — SCI) din Germania întinsă pe o suprafață de 32 ha, integral pe uscat.

## Localizare
Centrul sitului Birkenmoor bei Groß Niendorf este situat la coordonatele 53°50′29″N 10°13′43″E / 53.8414°N 10.2286°E.

## Înființare
Situl Birkenmoor bei Groß Niendorf a fost declarat sit de importanță comunitară în septembrie 2004 pentru a proteja un număr necunoscut de specii din flora spontană și fauna sălbatică aflate în arealul zonei. Situl a fost protejat și ca arie specială de conservare în ianuarie 2010.

## Biodiversitate
Situată în ecoregiunea atlantică, aria protejată conține 3 habitate naturale: Mlaștini oligotrofe degradate, capabile încă de regenerare naturală, Depresiuni pe substraturi de turbă de Rhynchosporion, Mlaștini împădurite.
La baza desemnării sitului se află un număr nedeclarat de specii protejate:
Pe lângă speciile protejate, pe teritoriul sitului au mai fost identificate 1 specie de amfibieni.